# Lac de Lesina

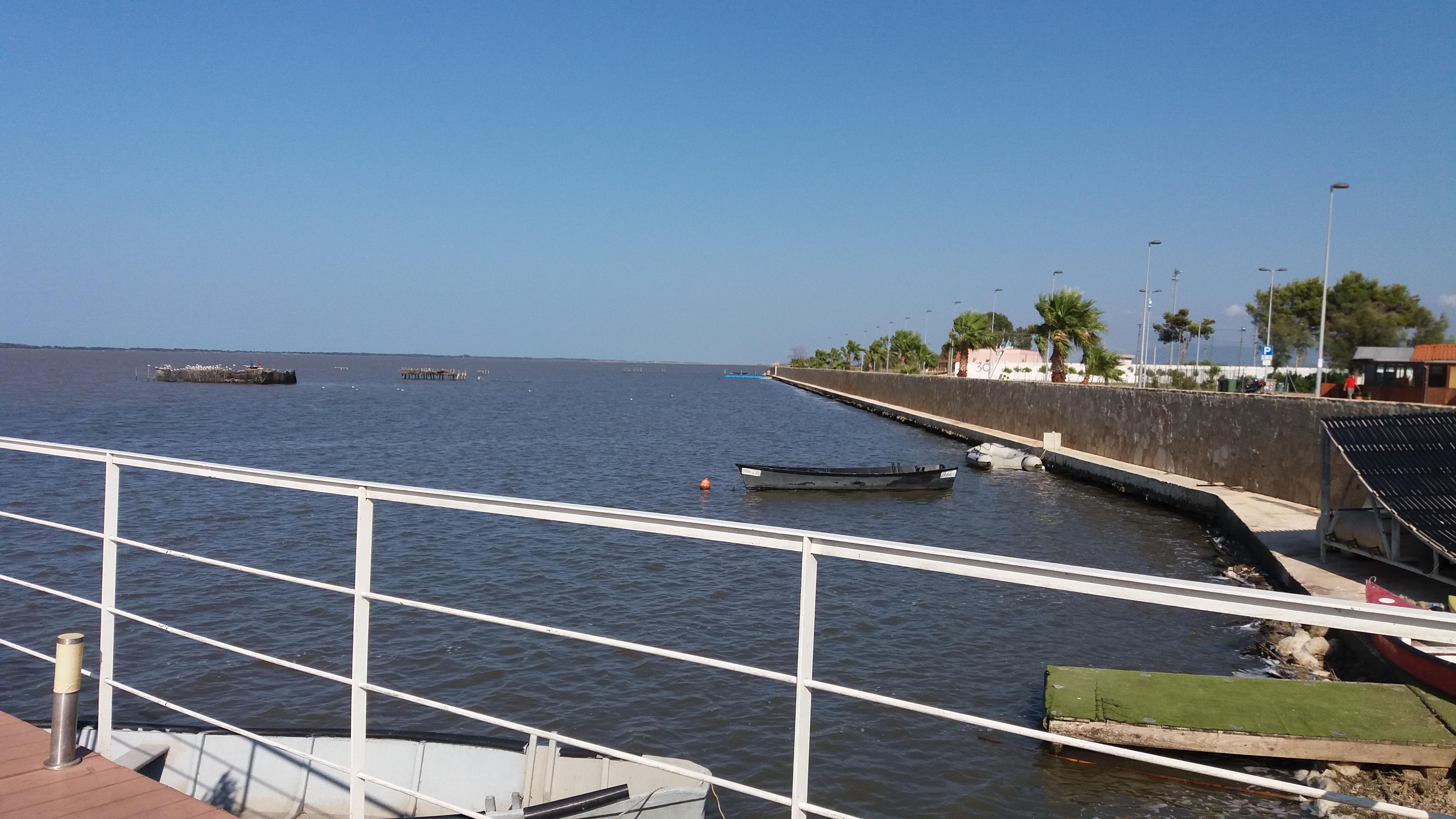
Lac de Lesina et front de mer Lesina

Le lac de Lesina (en italien : lago di Lesina) est un lac italien situé dans le nord de la région des Pouilles, entre le massif du Tavoliere delle Puglie et le promontoire du Gargano, dans la province de Foggia.

## Géographie

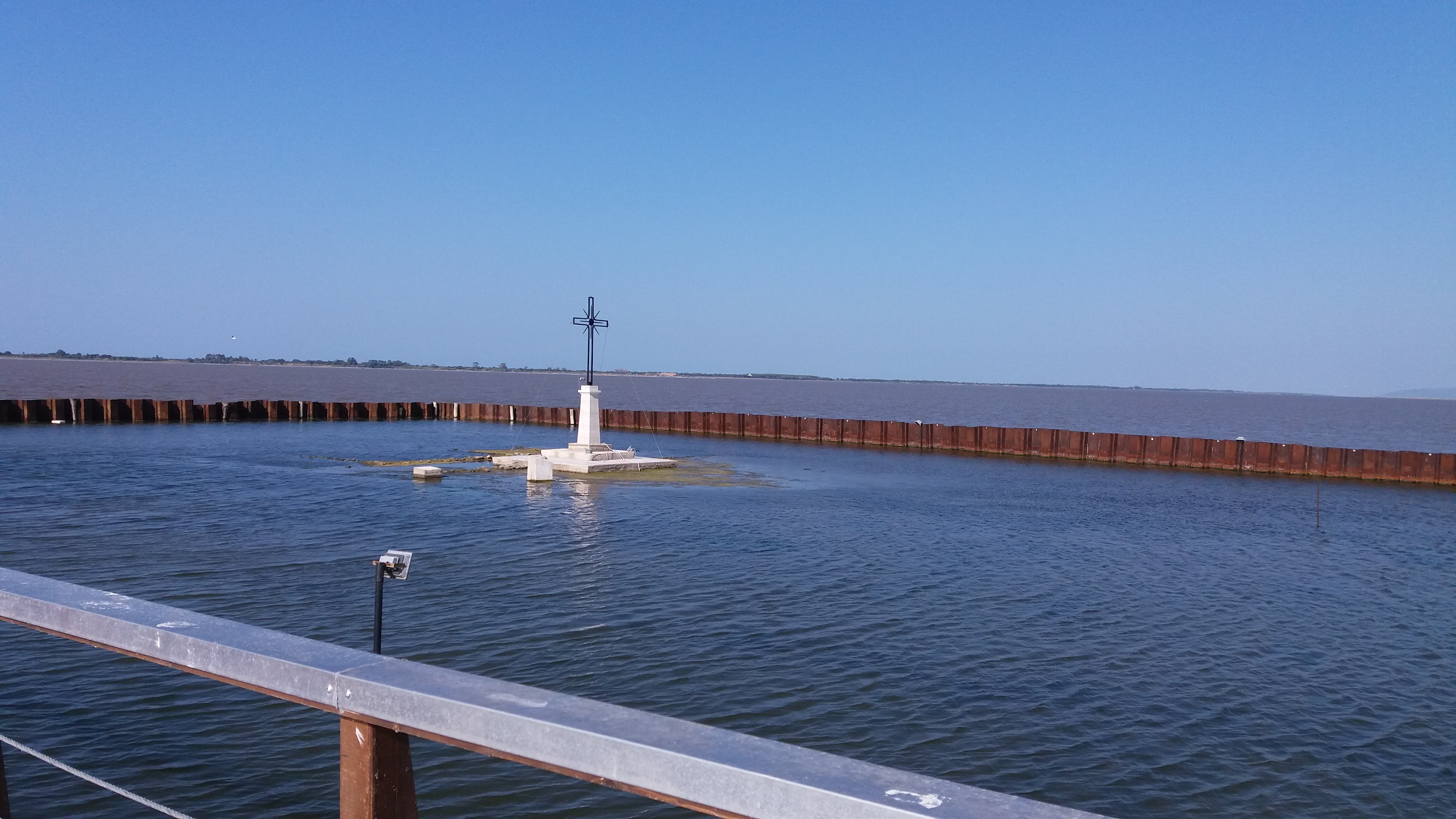
Lac de Lesina

Le lac de Lesina est le neuvième d'Italie par la superficie, et le deuxième de la partie méridionale du pays, avec 51,4 km2  Il mesure environ 22 kilomètres de long pour 2,4 kilomètres de large. 
Les canaux d'Acquarotta et de Schiapparo le relient à la mer Adriatique, dont il est séparé par une dune mesurant environ 16 kilomètres de long pour 2 kilomètres de large, appelée Bosco Isola. Il est alimenté par de nombreux ruisseaux. On y trouve une importante population d'anguilles.
Dans la partie orientale du lac se trouve la réserve naturelle du Lac de Lesina.